# Palacio Loredan Ruzzini Priuli
El palacio Loredan Ruzzini Priuli o Priuli Ruzzini es un edificio histórico veneciano de estilo renacentista, situado en el sestiere (barrio) de Castello, en el campo o plaza de Santa Maria Formosa a la que cierra en su parte noroeste.

## Historia
El edificio se construyó como residencia señorial de la familia Ruzzini a finales del siglo XVI, a partir de un proyecto atribuido al arquitecto Bartolomeo Manopola.
A esta familia, dividida en numerosas ramas, perteneció Carlo Ruzzini, 113º dux de la Serenísima República de Venecia, diplomático y embajador veneciano en las principales cortes europeas.
En el siglo XVIII Gregorio Lazzarini decoró con frescos los salones del palacio. En el año 1801, el conde Pietro Priuli, extinguida ya la familia originaria, se convirtió en propietario del edificio.
Después de haber experimentado un total abandono, en los primeros años del siglo XVIII el palacio cambió de manos y se remodeló por completo para convertirse en un hotel.

## Características
El palacio Loredan Ruzzini Priuli posee dos fachadas, una renacentista mirando al «rio» y otra tardo renacentista en la plaza.

### Fachada principal
La fachada principal, en el campo de Santa Maria Formosa, es la más decorada y la más nueva, presentando algún elemento que anticipa la llegada del barroco a pesar de mantener la misma configuración que la fachada más antigua. Los elementos característicos de esta fachada son la presencia de tres órdenes de lesenas o tiras apilastradas o pilares falsos: de orden toscano en la primera planta; de orden jónico en el segundo piso, y corintio en el tercero. Destacan también, la presencia de cornisas marcaplantas a modo de líneas de imposta, las balaustradas por cada ventana, los enormes sombreretes que coronan las dos chimeneas y la gran buhardilla, que se sitúa encima de las cuadríforas superiores, con doble ventana, decorada con un tímpano a modo de remate y con volutas a los lados.

### Fachada al «rio»
La fachada del «rio» muestra las tres alturas del edificio y el entresuelo, caracterizándose por los huecos en arco de medio punto en las dos plantas principales superiores y por las profusas cornisas dentelladas. Resulta especialmente interesante la parte central, desplazada asimétricamente hacia la izquierda. En esta fachada del «rio», a ras del agua, los dos portales con arcos de medio punto y marcos pétreos dan directamente al canal. Y encima, en las plantas superiores, aparecen cuadríforas con balaustradas.